# Chenut
| x · n | nw · t | w |

| x · n | nw · t | w |

Chenut byla staroegyptská královna, manželka krále Venise z 5. dynastie. Možná byla matkou královny Iput I. 

## Hrobka
Chenut byla pohřbena ve dvojité mastabě s další královnou jménem Nebet vedle Venisovy pyramidy v Sakkáře. Mastabu objevil německý egyptolog Peter Munro (1930–2009).